# PSA World Tour 2003/04
Die PSA World Tour 2003/04 umfasst alle Squashturniere der Herren-Saison 2003/04 der PSA World Tour. Sie begann am 1. August 2003 und endete am 31. Juli 2004. Die nach dem Monat sortierte Übersicht zeigt den Ort des Turniers an, dessen Namen, das ausgeschüttete Gesamtpreisgeld, sowie den Sieger des Turniers. In der abschließenden Tabelle werden sämtliche Turniersieger nach der Menge ihrer Titel aufgelistet. Dabei ist es nicht relevant, welche Wertigkeit die vom Spieler gewonnenen Turniere besaßen, auch wenn eine entsprechende Erfassung erfolgt.
In der Saison 2003/04 fanden insgesamt 71 Turniere statt. Das Gesamtpreisgeld betrug 1.548.924 US-Dollar.

## Tourinformationen

### Anzahl nach Turnierserie
| Turnierserie | WM 1 | Super S. 2 | 5 Star | 4 Star | 3 Star | 2 Star | 1 Star | Satellite |
| ------------ | ---- | ---------- | ------ | ------ | ------ | ------ | ------ | --------- |
| Anzahl       | 1    | 4          | 4      | 4      | 4      | 4      | 20     | 30        |
| Gesamt       | 1    | 4          | 36     | 36     | 36     | 36     | 36     | 30        |

## Turnierplan

### August
| Datum         | Ort          | Turnier                        | Preisgeld | Sieger              |
| ------------- | ------------ | ------------------------------ | --------- | ------------------- |
| 06.08.–10.08. | Whakatāne    | North Island Championship 2003 | $ 3.000   | Ritwik Bhattacharya |
| 08.08.–10.08. | Rockhampton  | Queensland Open 2003           | $ 3.500   | Cameron Pilley      |
| 11.08.–17.08. | Sheffield    | Prince English Open 2003       | $ 45.000  | John White          |
| 13.08.–17.08. | Auckland     | Royal Oak Open 2003            | $ 3.000   | Ritwik Bhattacharya |
| 16.08.–21.08. | Peschawar    | CAS International 2003         | $ 25.000  | Grégory Gaultier    |
| 22.08.–24.08. | Christchurch | South Island Championship 2003 | $ 3.000   | Kashif Shuja        |

### September
| Datum         | Ort           | Turnier                       | Preisgeld | Sieger           |
| ------------- | ------------- | ----------------------------- | --------- | ---------------- |
| 10.09.–13.09. | Kuala Lumpur  | Country View Open 2003        | $ 4.000   | Mike Corren      |
| 11.09.–16.09. | Boston        | US Open 2003                  | $ 52.500  | Peter Nicol      |
| 15.09.–20.09. | Detroit       | Volvo Motor City Open 2003    | $ 30.000  | Jonathon Power   |
| 16.09.–21.09. | Karatschi     | CNS International 2003        | $ 25.000  | Grégory Gaultier |
| 19.09.–21.09. | Wangaratta    | Victorian Open 2003           | $ 3.500   | Cameron Pilley   |
| 23.09.–28.09. | Barcelona     | Ciutat de Barcelona Open 2003 | $ 6.000   | Jonathan Kemp    |
| 25.09.–28.09. | Santa Barbara | DARE Santa Barbara Open 2003  | $ 10.999  | Paul Price       |
| 27.09.–30.09. | Doha          | Qatar Circuit No4 2003        | $ 6.000   | David Evans      |
| 28.09.–05.10. | Nottingham    | British Open 2003             | $ 45.000  | David Palmer     |

### Oktober
| Datum         | Ort      | Turnier                               | Preisgeld | Sieger       |
| ------------- | -------- | ------------------------------------- | --------- | ------------ |
| 07.10.–11.10. | Goiânia  | Brazil Open 2003                      | $ 10.425  | Borja Golán  |
| 20.10.–23.10. | Montreal | Club Sportif MAA Invitational 2003    | $ 3.000   | Glenn Keenan |
| 28.10.–03.11. | Edmonton | West Edmonton Mall Canadian Open 2003 | $ 80.000  | Peter Nicol  |

### November
| Datum         | Ort                    | Turnier                                     | Preisgeld | Sieger              |
| ------------- | ---------------------- | ------------------------------------------- | --------- | ------------------- |
| 04.11.–09.11. | Saskatoon              | Financially Plumb Saskatoon Boast Open 2003 | $ 15.000  | Paul Price          |
| 06.11.–09.11. | Albany                 | Tech Valley Open 2003                       | $ 6.000   | Mike Corren         |
| 06.11.–09.11. | Boca Raton             | Spear & Jackson Florida State Open 2003     | $ 10.000  | Peter Barker        |
| 06.11.–09.11. | Santa Cruz de Tenerife | Prince Canary Islands Open 2003             | $ 15.000  | Alex Gough          |
| 11.11.–16.11. | Hongkong               | Buler Challenge Cup 2003                    | $ 4.000   | Callum O’Brien      |
| 11.11.–16.11. | Maastricht             | Valid Dutch Open 2003                       | $ 15.000  | James Willstrop     |
| 13.11.–16.11. | Mamaroneck             | Betteridge Trophy 2003                      | $ 10.000  | Mohd Azlan Iskandar |
| 15.11.–20.11. | Toronto                | Pace Credit Union Canadian Classic 2003     | $ 40.000  | Jonathon Power      |
| 20.11.–23.11. | Sea Bright             | Valkyrie Club Open 2003                     | $ 11.675  | Renan Lavigne       |
| 27.11.–30.11. | Mexiko-Stadt           | Evolution Open 2003                         | $ 6.000   | Eric Gálvez         |
| 28.11.–05.12. | Doha                   | Qatar Classic 2003                          | $ 120.000 | Lee Beachill        |

### Dezember
| Datum         | Ort     | Turnier                       | Preisgeld | Sieger       |
| ------------- | ------- | ----------------------------- | --------- | ------------ |
| 04.12.–07.12. | Chennai | Chennai Open 2003             | $ 6.000   | Mark Heather |
| 12.12.–21.12. | Lahore  | Squash-Weltmeisterschaft 2003 | $ 170.000 | Amr Shabana  |

### Januar
| Datum         | Ort       | Turnier                                       | Preisgeld | Sieger         |
| ------------- | --------- | --------------------------------------------- | --------- | -------------- |
| 07.01.–12.01. | Rye       | Marsh & McLennan Apawamis Open 2004           | $ 30.000  | Karim Darwish  |
| 12.01.–17.01. | Dayton    | EBS Asset Management Dayton Open 2004         | $ 40.000  | Karim Darwish  |
| 14.01.–18.01. | Calgary   | Talisman Energy Bankers Hall Club Pro Am 2004 | $ 10.000  | Cameron Pilley |
| 15.01.–18.01. | Barcelona | Esportiu Rocafort Open 2004                   | $ 3.000   | Bradley Ball   |
| 19.01.–24.01. | Richmond  | Virginia Pro Championship 2004                | $ 10.000  | Rodney Durbach |
| 23.01.–28.01. | Kuwait    | Sheikha Al Saad Kuwait Open 2004              | $ 65.000  | Peter Nicol    |
| 27.01.–01.02. | Winnipeg  | ADL Optical/Rodenstock Manitoba Open 2004     | $ 12.000  | Shahier Razik  |

### Februar
| Datum         | Ort           | Turnier                                   | Preisgeld | Sieger        |
| ------------- | ------------- | ----------------------------------------- | --------- | ------------- |
| 03.02.–08.02. | Linköping     | Catella Swedish Open 2004                 | $ 30.000  | Karim Darwish |
| 10.02.–15.02. | Kuala Lumpur  | Malaysian Airlines KL Open 2004           | $ 11.250  | Wael El Hindi |
| 17.02.–22.02. | Brüssel       | Sip Cool Water Belgium Open 2004          | $ 6.000   | Scott Handley |
| 18.02.–21.02. | Prag          | Hi-Tec & Dunlop Czech Open 2004           | $ 6.000   | Jan Koukal    |
| 19.02.–26.02. | New York City | Bear Stearns Tournament of Champions 2004 | $ 57.500  | Peter Nicol   |
| 20.02.–25.02. | Islamabad     | COAS International 2004                   | $ 25.000  | Adrian Grant  |

### März
| Datum         | Ort      | Turnier                             | Preisgeld | Sieger            |
| ------------- | -------- | ----------------------------------- | --------- | ----------------- |
| 04.03.–07.03. | Ottawa   | BMO Nesbitt Burns Ontario Open 2004 | $ 6.000   | Joey Barrington   |
| 10.03.–14.03. | Genf     | Swiss Open 2004                     | $ 6.500   | Davide Bianchetti |
| 15.03.–20.03. | Montreal | Quebec Open 2004                    | $ 3.500   | Shawn Delierre    |
| 15.03.–20.03. | Hamilton | Bermuda Open 2004                   | $ 56.250  | Lee Beachill      |
| 18.03.–21.03. | Auckland | North Shore Open 2004               | $ 3.000   | Phillip Barker    |
| 24.03.–28.03. | Rotorua  | Geyser City Open 2004               | $ 3.000   | Phillip Barker    |
| 30.03.–04.04. | Chicago  | SSA Global Windy City Open 2004     | $ 30.000  | Nick Matthew      |

### April
| Datum         | Ort   | Turnier                             | Preisgeld | Sieger      |
| ------------- | ----- | ----------------------------------- | --------- | ----------- |
| 06.04.–11.04. | Vaduz | Interlingua Liechtenstein Open 2004 | $ 15.000  | Alex Gough  |
| 20.04.–25.04. | Doha  | PSA Qatar Masters 2004              | $ 120.000 | Peter Nicol |

### Mai
| Datum         | Ort       | Turnier                         | Preisgeld | Sieger              |
| ------------- | --------- | ------------------------------- | --------- | ------------------- |
| 03.05.–08.05. | Lahore    | Pakistan Circuit No1 2004       | $ 12.000  | Shahid Zaman        |
| 10.05.–14.05. | London    | PSA Super Series Finals 2003/04 | $ 75.000  | Thierry Lincou      |
| 10.05.–16.05. | Atlanta   | Partnertel Atlanta Open 2004    | $ 10.000  | Borja Golán         |
| 14.05.–16.05. | Perth     | Magic Sports International 2004 | $ 3.500   | Peter Hughes        |
| 18.05.–23.05. | Amsterdam | Dutch Open 2004                 | $ 10.000  | Laurens Jan Anjema  |
| 21.05.–23.05. | Bunbury   | Pindan South-West Open 2004     | $ 5.000   | Kashif Shuja        |
| 24.05.–30.05. | Gerlingen | German Open 2004                | $ 20.250  | Omar Elborolossy    |
| 26.05.–29.05. | Chartres  | Chartres Open 2004              | $ 11.250  | Mohamed Essam Hafiz |
| 28.05.–30.05. | Merredin  | Merredin International 2004     | $ 3.500   | Cameron White       |

### Juni
| Datum         | Ort                   | Turnier                   | Preisgeld | Sieger             |
| ------------- | --------------------- | ------------------------- | --------- | ------------------ |
| 10.06.–13.06. | Santiago de Querétaro | Corona Britania Open 2004 | $ 7.250   | Laurens Jan Anjema |

### Juli
| Datum         | Ort            | Turnier                                          | Preisgeld | Sieger              |
| ------------- | -------------- | ------------------------------------------------ | --------- | ------------------- |
| 13.07.–18.07. | Salt Lake City | Squashworks Salt Lake City Open 2004             | $ 10.000  | David Evans         |
| 15.07.–18.07. | Port Moresby   | Trukai PNG International 2004                    | $ 10.500  | Mohd Azlan Iskandar |
| 19.07.–24.07. | Chennai        | ICL Chennai Open 2004                            | $ 6.000   | Mohamed Essam Hafiz |
| 20.07.–25.07. | Oklahoma City  | James Baker & Associates Oklahoma City Open 2004 | $ 10.075  | Peter Barker        |
| 22.07.–25.07. | Christchurch   | South Island Championship 2004                   | $ 3.000   | Callum O’Brien      |
| 27.07.–01.08. | Houston        | Sanders Morris Harris Houston Open 2004          | $ 6.000   | Bradley Ball        |
| 28.07.–01.08. | Auckland       | Auckland Open 2004                               | $ 3.000   | Kashif Shuja        |
| 29.07.–01.08. | Adelaide       | Mortgage Choice South Australian Open 2004       | $ 6.000   | Stéphane Galifi     |